# Sahar Taha
Sahar Taha (em árabe: سحر طه) (Bagdá, 1 de janeiro de 1957 – Michigan, 17 de agosto de 2018) foi uma jornalista e música iraquiana, residente no Líbano. Ela foi co-apresentadora do programa libanês Banat Hawa em LBC. Era conhecida por tocar o oud, tanto na música oriental como ocidental.

## Biografia
Em 1984 Taha recebeu uma graduação em Administração de Negócios em Bagdade, seguida da licenciatura em oud e canto do Conservatório Nacional do Líbano em 1989. Além da sua carreira na música, foi escritora para vários jornais árabes e libaneses, e tinha sido escritora para o diário Al-Mustaqbal de Beirut desde 1999. Taha foi a apresentadora de numerosos programas musicais nos meios de comunicação árabes e trabalhou para as estações de televisão Future Television e ART na década de 1990.
Serviu como juíza em festivais de música e programas de todo o Líbano e Egipto em 1995, 2001 e 2002.
Desde 1997, foi membro do Sindicato de Artistas Profissionais, bem como membro de honra na Munir Bashir Oud e na Fundação Internacional de Arte Tradicional Musical, em lembrança do oudista iraquiano Munir Bashir.
Desde 1986 que tinha actuado em numerosos concertos em todo o Médio Oriente e na Europa; no Líbano, Jordânia, Egipto, Tunísia, Síria, Qatar, Argélia, Emirados Árabes Unidos, Alemanha, Áustria, Itália, Holanda, e no seu país natal, o Iraque.

## Vida pessoal
Taha casou-se com um libanês e foi naturalizada nacional libanesa. Ela ainda tinha família em Bagdade.
Morreu a 17 de agosto de 2018 de cancro, após ter superado o mesmo em duas ocasiões anteriores em 2003 e 2006. O corpo de Taha foi levado para Beirut.

## Discografia

### Álbuns[12]
- Baghdadiyat feat. Omar Bashir
- Traditional Iraqi songs (2003)
- Gunter Grass Tour De Jemen
- Waddaato Baghdad (2010)
- I Adore You (2012)

## Publicações
- Baghdadi Maqamat (2006). ISBN 9953212368  Em Árabe.
- From The Heart To Them, Part 1.[13]